# 시마다 빈
시마다 빈(일본어: 島田敏, 1954년 11월 20일 ~ )은 일본의 남자 성우다. 니가타현 니가타시 출신이다. 아오니 프로덕션 소속이다. 본명은 시마다 사토시(しまだ さとし)이며 원래는 떼아뜨로 에코 소속이었다.

## 출연작

### TV 애니메이션
※주연굵은표시는・메인캐릭터
1978년
- 우주용사 타이맨（유가）

1980년
- 전설거인 이데온（케버리・테크노） ※제3화부터
- 무적로보 트라이더G7（이치로）

1981년
- 우루세이 야츠라（미즈노 코우지（톰짱）(2대)）
- 마잇친 마치코선생님（링아나운서、아나운서）
- 왕왕삼충사（전사）

1982년
- 은하열풍 박상가（케이・마론, 사이트）
- 게임센터 아라시（전사）
- 대단한 사루토비（교관）

1983년
- 기갑창세기 모스피다（스틱 버나드）
- 캡틴츠바사（카타기리 무네마사）（대역）
- 은하질풍 사스라이거（스지의 아빠, 외）
- 장갑기병 보톰즈（병사）
- 이타다키맨（세코、타이요시군）

1984년
- 거신 고고（제논）
- 중전기 엘가임（안톤・랜드-, 체이・챠, 무트, 메쉬・메이커）
- 성총사 비스마르크（리처드 랜슬롯）
- 초시공기단 서던크로스（샤를 드 애드워드）
- 세기말 구세주 전설 북두의권（유고）
- 꿈전사 윙맨（나스（사이토 타츠오））
- 부탁해 메카독(죠커(제5화), 니카이도(제8화), 치프(제21화))
- 루팡3세 PartIII（베르타의 오빠）

1985년
- 기동전사Z건담（파프테마스・시록코）

1986년
- 우주선 사지타리우스（토피）
- 기동전사건담ΖΖ（유고소년、니・기 렌）
- 힘내라!킥커즈（호리에 코타로）
- 세인트 세이야（하겐）
- 하이스클!기면조（진실 이치로）
- 머신로보 크로노스의 대역습（엠버 맨, 진기）

1987년
- 기갑전기 드라고나（칼・게이나, 진）
- 그리고 똥딴지（이름 없는 곤베에）
- 미스터 아짓코（금오）

1988년
- 오소마츠군(2작)
- 소공자 세디 (윌킨스, 에릭)
- 날아라!앙팡맨(새우군, 쇼우가나이씨(초대), 모오씨(초대))
- 싸워라!!라면맨(제키찬)
- 토포 지죠 (파크)
- 비밀의 아코짱(1988년)(오오니시 기장)

1989년
- 기동경찰 패트레이버
- 정글 대제 1989년판
- 수신 라이가
- 타임 트래블 톤데키만
- 란마1/2/란마1/2 열투편
- 바람의 전사 (시온)

1990년
- NG기사 라무네&40
- 사무라이 피자 캣츠
- 나의 키다리 아저씨
- 마신영웅전 와타루2
- 로빈훗의 대모험

1991년
- 기갑경찰 메탈잭
- 절대무적 라이징오
- 신세기GPX사이버 포뮬러
- 마루데 다메오
- 요코야마 미츠테루 삼국지
- 콤콤보이 와프로만 (츠리팡)

1992년
- 키테레츠 대백과
- 원기폭발 간바루가 (류자키 리키야)
- 대초원의 작은 붓슈 베이비
- 츠요시 정신차려
- 남국소년 파푸아군
- 미소녀전사 세일러문 (쿠마다 유이치로)
- 전설의 용자 다간

1993년
- 열혈최강 고자우라
- 검용전설YAIBA
- 키테레츠 대백과
- 시마시마 토라노 시마지로
- 드래곤볼Z
- 용자특급 마이트가인
- 기신병단 (사카키 다이사쿠)
- 모두 착한 아이에요 (돗토)
- 닌타마 란타로 (헤무헤무(나중))

1994년
- 키테레츠 대백과
- 일곱 바다의 티코
- 마법진 구루구루
- 마멀레이드 보이
- 용자경찰 제이데커
- 무적용사 사자왕(야마토 타케루)

1995년
- 공상과학세계 걸리버 보이
- 키테레츠 대백과
- 수전사 가루키바
- 슬레이어즈(제1작)

1996년
- 게게게의 키타로 (제4작)

1997년
- 김전일 소년의 사건부
- 중화일번!
- 닥터 슬럼프
- 포켓몬스터

1998년
- 지켜줘! 수호월천
- 유희왕

1999년
- 인형조중사 꼭두각시 사콘
- 체포하겠어 Special
- BLUE GENDER
- B비다맨 폭외전v
- 무한의 리바이어스

2000년
- 이누야샤
- 타임보칸 2000 - 괴도 키라메키맨

2001년
- 격투 크러시기어 TURBO
- 스크라이드 (우리자네)
- 체포하겠어 SECOND SEASON
- 별의 커비
- ONE PIECE

2002년
- 키디 그레이드
- 스파이럴 〜추리의 끈〜
- YOU'RE UNDER ARREST〜체포하겠어〜
- NARUTO -나루토-
- 닌타마 란타로|
- 모험자
- 명탐정 코난

2003년
- F-ZERO 팔콘 전설
- 카레이도 스타
- 크러시기어Nitro
- 소닉X
- FIRESTORM

2004년
- 오늘부터 마왕
- 근육맨II세 ULTIMATE MUSCLE
- 케로로중사
- 도라에몽
- 불의 새
- 블랙잭
- 모험왕 비트
- 명탐정 코난
- MONSTER
- 유☆희☆왕 듀얼몬스터즈GX
- ONE PIECE

2005년
- 엔젤하트
- 풀 메탈 패닉 The Second Raid
- 페토페토씨

2006년
- Ergo Proxy
- 킨타마
- 근육맨II세 ULTIMATE MUSCLE2
- 나왔어요! 파워 퍼프 걸 Z
- 신(해피☆럭키)빅쿠리맨
- 블랙잭21

2007년
- 게게게의 키타로(제5작)
- 시구루이
- 레 미제라블 소녀 코제트
- 체포하겠어 풀 스로틀
- 일하는 키즈 마이 햄스터

2008년
- YES 프리큐어5GoGo!
- 장난스런Kiss
- 키산Sins
- 수호 캐릭터 두근
- 포르피의 기나긴 여행
- 네기보우스의 아시타로
- 묘지의 키타로
- 미치코와 핫친

2009년
- 아냐마루 탐정 키르민즈
- 괴담 레스토랑
- 창천항로

2010년
- 디지몬 크로스워즈

2014년
- 괴도 조커

### 극장판
2018년
- 드래곤볼 슈퍼: 브로리（브로리）

### OVA
1989년
- 풍마의 코지로 (시온)

1992년
- 사이버 포뮬러 더블원 (잭키 구데리안)

1994년
- 사이버 포뮬러 제로 (잭키 구데리안)

1996년
- 사이버 포뮬러 사가 (잭키 구데리안)

2000년
- 엑스 드라이버 (조)

2004년
- 큐티하니 (만년 계장)

### 특촬물
- 인풍전대 허리켄저 (사타라쿠라)
- 천장전대 고세이저 (명성의 데인바루토)
- 가면라이더 가브 (좀브 스토머크)

### 게임
1998년
- 영웅전설 III 하얀 마녀 (세가세턴판)(로디)
- 미소녀 닌자 모험기1~하늘을 가르는 검~(시류)

2002년
- 스타크래프트 (테사다르)

2004년
- 푸른 눈물(카시와기 쿄타로)
- 슈퍼 로봇 대전 시리즈 (칼 게이너, 팹티머스 시로코)
- KOF MAXIMUM IMPACT (하이에나)
- 데드 오어 얼라이브 (잭)
- 드래곤볼 시리즈 (브로리)
- 원피스 그랜드 배틀 (와폴)